# Sem, Krokoms kommun
Sem är en bebyggelse i Krokoms kommun, nordvästra Jämtland. SCB klassade området före 2023 som en del av tätorten Ås för  att därefter klassa den som en separat småort. 